# Saison 2018-2019 du C' Chartres Métropole handball
Maillots
Chronologie
Saison 2017-2018 Saison 2019-2020
Dernière mise à jour : 4 juillet 2018.
La saison 2018-2019 du C' Chartres Métropole handball est la troisième consécutive en deuxième division, après la relégation de D1 en 2016.
L'équipe entraînée par Jérôme Delarue est favorite pour la montée en D1 et obtient la première place de Proligue à deux journées de la fin.
En Coupe de la Ligue, Chartres est éliminé en 8e de finale à domicile par le Montpellier Handball. En Coupe de France, l'équipe perd chez le Pays d'Aix UC au même tour.

## Avant-saison

### Objectif du club
Pour la saison 2018-2019, l'objectif reste la première place et la montée directe en première division.

### Budget
Si le budget baisse légèrement par rapport à la saison dernière (2,9 millions d'euros contre 3,2), Chartres demeure l'une des deux plus grosses cylindrées du championnat.

### Transferts
Sur les sept joueurs recrutés l'année précédente, cinq repartent au bout d'un an.
Pour la saison 2018-2019, Chartres récupère un pivot qui a disputé une finale de championnat du monde en 2015 avec le Qatar (Youssef Benali), un arrière droit vainqueur du championnat de France 2016 avec le PSG et 3e de la Ligue des champions la même année (Sergiy Onufriyenko), un demi-centre référencé en D2 qui vient de décrocher l'accession avec Pontault-Combault (Aurélien Tchitombi), un international slovaque (Matej Mikita) ainsi qu'un joueur polyvalent rompu à la Proligue (Martin Petiot). Le club décide aussi de donner une chance aux jeunes, avec trois éléments du centre de formation intégrés au groupe pro : Nathan Renaud, Swan Lemarié et Matthias Duriaud. En janvier, le CCMHB se fait prêter l'international tunisien du FC Barcelone, Wael Jallouz.
| Arrivées           |                    |                |               |
| Nom                | Poste              | Durée          | Provenance    |
| Youssef Benali     | Pivot              | deux ans       | Ivry (D1)     |
| Jérôme Delarue     | Entraîneur         |                | déjà au club  |
| Wael Jallouz       | Arrière gauche     | 1,5 an (prêt)  | Füchse Berlin |
| Matej Mikita       | Arrière gauche     | trois ans      | Gyöngyös      |
| Sergiy Onufriyenko | Arrière droit      | deux ans       | Aix (D1)      |
| Sébastien Ostertag | Entraîneur adjoint |                | déjà au club  |
| Martin Petiot      | Arrière droit      | un an          | Créteil (D2)  |
| Aurélien Tchitombi | Demi-centre        | deux ans       | Pontault (D2) |
| Départs            |                    |                |               |
| Nom                | Poste              | Raison         | Destination   |
| Miguel Baptista    | Arrière droit      | fin de contrat |               |
| Edin Bašić         | Demi-centre        | résiliation    |               |
| Sergio de la Salud | Demi-centre        | transfert      | Bidasao Irun  |
| Grégoire Detrez    | Pivot              | retraite       | -             |
| Fábio Magalhães    | Arrière gauche     | transfert      | FC Porto      |
| Jérémy Roussel     | Entraîneur         | résiliation    | -             |

## Séparation de l'association
Pour permettre la séparation du secteur professionnel et du secteur amateur, une SAS (société par actions simplifiée) est mise en place début 2019 pour être effective au début de la saison 2019-2020. Elle est chargée de la gestion de l’équipe professionnelle et celle du centre de formation. Elle aura aussi, comme première mission, celle de pérenniser le club en Starligue (D1), de développer la marque C’Chartres. Cette SAS à convention sportive sera présidée par Steeve Baron, l’un des partenaires du CCMHB, sa direction générale est confiée à Raphaël Geslan, déjà connu dans le monde du handball pour ses activités passées dans les clubs de Montpellier, Aurillac et Toulouse.

## Compétitions

### Championnat

#### Phase régulière
Extrait du classement de D2 2018-2019
|   | Équipe                   | Pts | J  | G  | N | P | Bp  | Bc  | Diff | Dép |
| - | ------------------------ | --- | -- | -- | - | - | --- | --- | ---- | --- |
| 1 | C' Chartres MHB          | 46  | 26 | 22 | 2 | 2 | 822 | 726 | 96   | --  |
| 2 | US Créteil               | 39  | 26 | 18 | 3 | 5 | 725 | 649 | 76   | --  |
| 3 | Dijon Métropole Handball | 37  | 26 | 17 | 3 | 6 | 738 | 679 | 59   | --  |

Légende
- Promu en Starligue
et qualifié pour les demi-finales.
- Qualifié pour les demi-finales.
- Qualifié pour les barrages.
- Relégation en Nationale 1.
- P : Promu de Nationale 1 en 2018.
- R : Relégué de Division 1 en 2018.

#### Play-offs
|  | Demi-finales                    | Demi-finales                    | Demi-finales                    | Demi-finales                    |     |                 | Finale                          | Finale                          | Finale                          | Finale                          |
|  |                                 |                                 |                                 |                                 |     |                 |                                 |                                 |                                 |                                 |
|  | 18/05/2019, 15h00, Saint-Brieuc | 18/05/2019, 15h00, Saint-Brieuc | 18/05/2019, 15h00, Saint-Brieuc | 18/05/2019, 15h00, Saint-Brieuc |     |                 | 19/05/2019, 16h00, Saint-Brieuc | 19/05/2019, 16h00, Saint-Brieuc | 19/05/2019, 16h00, Saint-Brieuc | 19/05/2019, 16h00, Saint-Brieuc |
|  | 1er                             | C' Chartres MHB                 | 26                              | 26                              |     |                 | 19/05/2019, 16h00, Saint-Brieuc | 19/05/2019, 16h00, Saint-Brieuc | 19/05/2019, 16h00, Saint-Brieuc | 19/05/2019, 16h00, Saint-Brieuc |
|  | 1er                             | C' Chartres MHB                 | 26                              | 26                              |     |                 | 19/05/2019, 16h00, Saint-Brieuc | 19/05/2019, 16h00, Saint-Brieuc | 19/05/2019, 16h00, Saint-Brieuc | 19/05/2019, 16h00, Saint-Brieuc |
|  | 5e                              | Massy Essonne Handball          | 25                              | 25                              |     |                 | 19/05/2019, 16h00, Saint-Brieuc | 19/05/2019, 16h00, Saint-Brieuc | 19/05/2019, 16h00, Saint-Brieuc | 19/05/2019, 16h00, Saint-Brieuc |
|  | 5e                              | Massy Essonne Handball          | 25                              | 25                              | 1er | C' Chartres MHB | 33                              | 33                              |                                 |                                 |
|  | 18/05/2019, 18h00, Saint-Brieuc |                                 |                                 |                                 | 1er | C' Chartres MHB | 33                              | 33                              |                                 |                                 |
|  |                                 |                                 | 2e                              | US Créteil                      | 32  | 32              |                                 |                                 |                                 |                                 |
|  | 2e                              | US Créteil                      | 2e                              | US Créteil                      | 32  | 32              | 35                              | 35                              |                                 |                                 |
|  | 2e                              | US Créteil                      |                                 |                                 |     |                 |                                 | 35                              |                                 |                                 |
|  | 3e                              | Dijon Métropole Handball        | 26                              | 26                              |     |                 |                                 |                                 |                                 |                                 |
|  | 3e                              | Dijon Métropole Handball        | 26                              | 26                              |     |                 |                                 |                                 |                                 |                                 |

### Coupe de France
| Tour          | Date                  | Club recevant         | Score   | Club visiteur          |
| ------------- | --------------------- | --------------------- | ------- | ---------------------- |
| 32e de finale | 1er décembre 2018     | Hazebrouck HB 71 (N1) | 23 – 34 | C' Chartres MHB        |
| 16e de finale | 14 décembre 2018      | C' Chartres MHB       | 35 – 31 | Cesson Rennes MHB (D1) |
| 8e de finale  | 6 février 2019, 20h00 | Pays d'Aix UC (D1)    | 35 – 21 | C' Chartres MHB        |

### Coupe de la Ligue
| Tour         | Date       | Club recevant        | Score   | Club visiteur                    |
| ------------ | ---------- | -------------------- | ------- | -------------------------------- |
| 1er tour     | 07/09/2018 | Chartres MHB 28 (D2) | 37 – 28 | Strasbourg Schiltigheim AHB (D2) |
| 8e de finale | 31/10/2018 | Chartres MHB 28 (D2) | 24 – 32 | Montpellier Handball (D1)        |

## Personnalités

### Dirigeants et encadrement technique

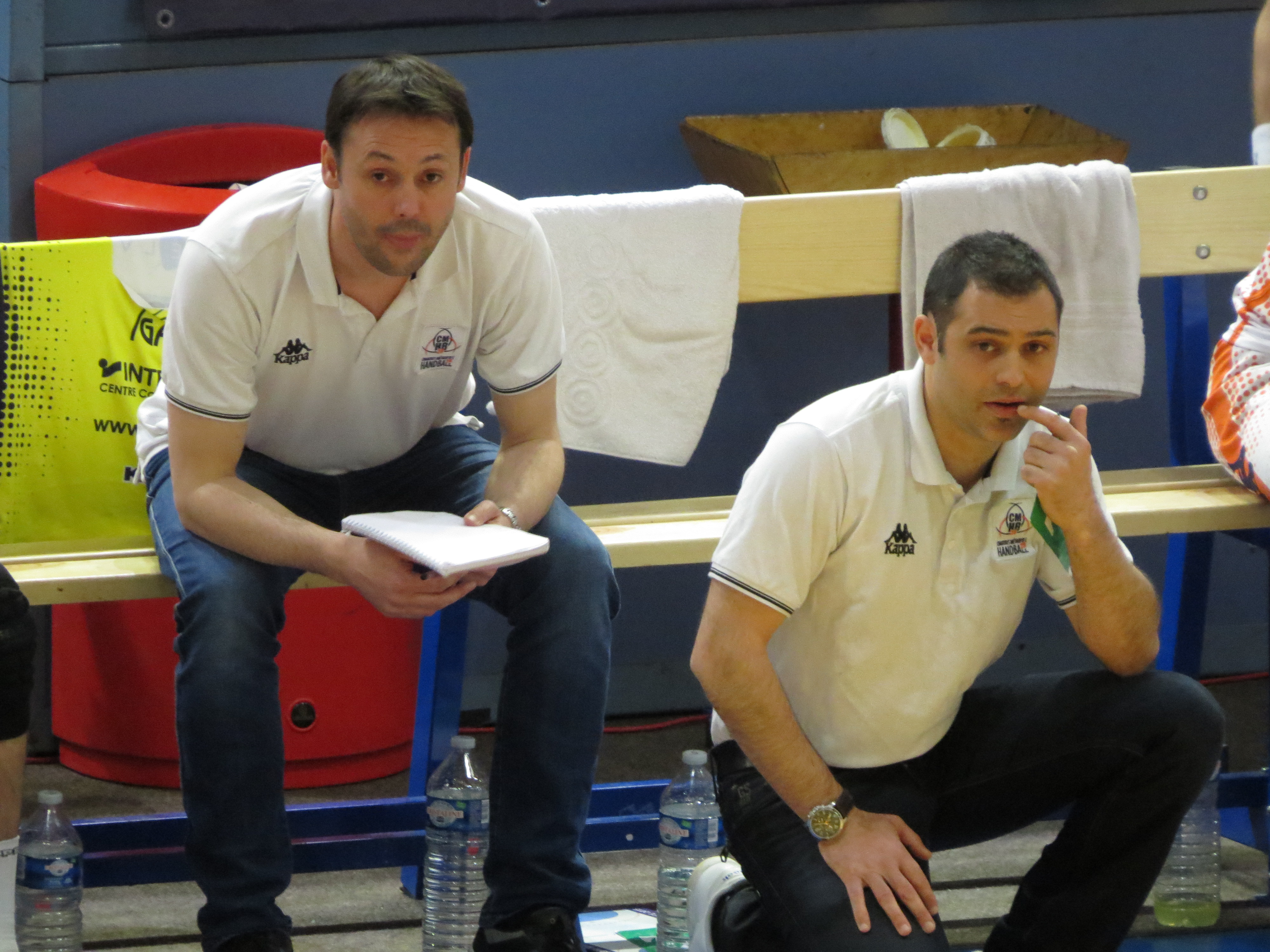
Jérôme Delarue (à g.) en 2016.

Adjoint lors des deux saisons précédentes, Jérôme Delarue prend la responsabilité de l'équipe professionnelle. L'ex-international français et joueur du club, Sébastien Ostertag, le seconde.
| Organigramme 2018-2019 | Organigramme 2018-2019 | Organigramme 2018-2019                                                                         |
| Comité directeur | Comité directeur | Comité directeur                                                                               |
| --- | --- | ---------------------------------------------------------------------------------------------- |
| Président : Philippe Besson Trésorier : Jean-Louis Sousa Secrétaire : Bernard Thomas Vice-présidents : Ghennadii Solomon & Damien Dousset Membres : Gilles Blanchouin, Dominique Ligneau, Soline Legrand, Michel Laizeau, Arnaud Gautier & Brigitte Guegan | |                                                                                                |
| Administratif | |                                                                                                |
| Manager Général : Thibaut Karsenty / Marketing & Communication : Alexandra Arnaud Évènementiel & Billetterie : Anaïs Lanoy / Administratif & Financier : Agathe Courbebaisse                                                                               | |                                                                                                |
| Secteur professionnel | |                                                                                                |
| Équipes professionnel | Centre de formation | Staff médical                                                                                  |
| Entraîneur : Jérôme Delarue Entraîneur adjoint : Sébastien Ostertag Préparateur physique : Robin Moreau Vidéo : Fabrice Rouyer | Directeur : Thibaut Karsenty Entraîneur : Yann Lemaire Entraîneur adjoint : Frédéric Salmon Préparateur physique : Robin Moreau | Médecin : Sébastien Le Garrec Kinésithérapeutes : Thierry Georges, Benoît Laval & Paul Ruellan |
| Secteur associatif | |                                                                                                |
| Entraîneurs salariés | Certains entraîneurs bénévoles                                                                                                  |                                                                                                |
| Romain Vimard, Reda Yesli, Maxime Le Gall, Saša Mitrović & Fabrice Rouyer | Sylvain Kieffer Martin Petiot                                                                                                   |                                                                                                |